# Gran Premio motociclistico del Brasile
Il Gran Premio motociclistico del Brasile è stato un appuntamento del motomondiale. 
Si è svolto dal 1987 al 1989 e nel 1992; ritorna nel motomondiale del 1995 con la denominazione di "Gran Premio di Rio", correndosi fino al 1997 e dal 1999 fino al 2004. Nelle prime tre edizioni si è svolto a Goiânia, nella quarta sul circuito di Interlagos e nelle altre sul circuito di Jacarepaguá.

## Storia
Al di là delle gare valide per i campionati mondiali, già precedentemente si era svolta una competizione conosciuta come GP del Brasile; organizzata in occasione del 400º anniversario della scoperta del Brasile, nel 1954, vennero invitati i più importanti piloti, anche europei, allettandoli con promesse di consistenti premi. Al momento della competizione si scoprì però che le promesse non erano state mantenute, cosa che, oltre che causare la mancata effettuazione di una delle gare in programma, causò anche ripercussioni sulla Federazione Motociclistica Brasiliana che venne bandita dal consesso internazionale per vari anni.
La prima edizione titolata della corsa ebbe quindi luogo solo nel 1987 in un circuito situato nelle vicinanze di Goiânia, città interna del Brasile. Dopo le prime tre edizioni ed un'interruzione di due anni, la prova venne spostata sul mare, dapprima nelle vicinanze di San Paolo sul Circuito di Interlagos ed in seguito in quelle di Rio de Janeiro sul Circuito di Jacarepaguà.

## Albo d'oro

### Con denominazione Gran Premio del Brasile
| Anno | Circuito  | classe 125           | classe 250               | classe 500              | Resoconto |
| ---- | --------- | -------------------- | ------------------------ | ----------------------- | --------- |
| 1987 | Goiânia   |                      | Dominique Sarron (Honda) | Wayne Gardner (Honda)   | Resoconto |
| 1988 | Goiânia   |                      | Dominique Sarron (Honda) | Eddie Lawson (Yamaha)   | Resoconto |
| 1989 | Goiânia   |                      | Luca Cadalora (Yamaha)   | Kevin Schwantz (Suzuki) | Resoconto |
| 1992 | San Paolo | Dirk Raudies (Honda) | Luca Cadalora (Honda)    | Wayne Rainey (Yamaha)   | Resoconto |

### Con denominazione Gran Premio di Rio
| Anno | Circuito       | classe 125                | classe 250                | classe 500              | Resoconto |
| ---- | -------------- | ------------------------- | ------------------------- | ----------------------- | --------- |
| 1995 | Rio de Janeiro | Masaki Tokudome (Aprilia) | Doriano Romboni (Honda)   | Luca Cadalora (Yamaha)  | Resoconto |
| 1996 | Rio de Janeiro | Haruchika Aoki (Honda)    | Olivier Jacque (Honda)    | Michael Doohan (Honda)  | Resoconto |
| 1997 | Rio de Janeiro | Valentino Rossi (Aprilia) | Olivier Jacque (Honda)    | Michael Doohan (Honda)  | Resoconto |
| 1999 | Rio de Janeiro | Noboru Ueda (Honda)       | Valentino Rossi (Aprilia) | Norifumi Abe (Yamaha)   | Resoconto |
| 2000 | Rio de Janeiro | Simone Sanna (Aprilia)    | Daijirō Katō (Honda)      | Valentino Rossi (Honda) | Resoconto |
| 2001 | Rio de Janeiro | Yōichi Ui (Derbi)         | Daijirō Katō (Honda)      | Valentino Rossi (Honda) | Resoconto |
| Anno | Circuito       | classe 125                | classe 250                | MotoGP                  | Resoconto |
| 2002 | Rio de Janeiro | Masao Azuma (Honda)       | Sebastián Porto (Yamaha)  | Valentino Rossi (Honda) | Resoconto |
| 2003 | Rio de Janeiro | Jorge Lorenzo (Derbi)     | Manuel Poggiali (Aprilia) | Valentino Rossi (Honda) | Resoconto |
| 2004 | Rio de Janeiro | Héctor Barberá (Aprilia)  | Manuel Poggiali (Aprilia) | Makoto Tamada (Honda)   | Resoconto |